# Júpiter LIV
Júpiter LIV (designació provisional S/2016 J 1) és un satèl·lit natural exterior de Júpiter. Fou descobert per Scott S. Sheppard el 2016, però no ho anuncià fins al 2 de juny de 2017 mitjançant la Minor Planet Electronic Circular del Minor Planet Center. Té aproximadament 1 quilòmetre de diàmetre i orbita a un semieix major d'uns 20.650.845 km amb una inclinació d'uns 139,8°. Pertany al grup d'Ananké.